# Улица Льва Толстого (Липецк)
У́лица Льва Толсто́го — улица в Советском округе Липецка. Проходит от улицы Скороходова до улицы Горького. Пересекает улицы Фрунзе и Ворошилова. Параллельно проходит Советская улица.

## История
Улица сформировалась в процессе коренной перестройки Липецка в 1-й половине XIX века при реализации генерального плана города, утверждённого в 1805 году. Прежнее название — Церко́вная у́лица было дано по Вознесенскому собору, который располагался на перекрёстке улицы и Театральной площади (до 1918 года — Вознесенская площадь).
16 ноября 1918 года Церковная улица была переименована в Толстовскую (в 1970-х название Толстовская улица заменили на улица Льва Толстого).

## Достопримечательности
Улица берёт своё начало практически от Комсомольского пруда. В находящемся здесь доме № 1 — многочисленные предприятия торговли, полиграфии, сервиса, туристические агентства и т. д.
Между Театральной площадью и улицей Ворошилова по левой стороне улицы расположены лестница с каскадом фонтанов и Липецкий государственный академический театр драмы имени Л. Н. Толстого.
В доме № 40 находится Областная детская библиотека. В доме № 46а — детский сад.

## Транспорт
- к домам начала улицы — авт. 2, 6, 12, 27, 30, 36, 302, 308к, 315, 330, 352, ост.: «Пл. Революции»; авт. 2, 9т, 12, 302, 306, 315, 322, 325, 352, 359, ост.: «Театральная пл.».
- к домам середины и конца улицы — авт. 2, 6, 12, 27, 30, 302, 308к, 315, 330, 352, ост.: «Стадион „Металлург“», «Ул. Горького».